# Egami Shigeru

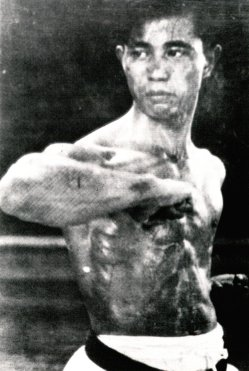
Egami Shigeru in den 1930er-Jahren.

Egami Shigeru (jap. 江上 茂; * 7. Dezember 1912 in der Präfektur Fukuoka auf Kyūshū; † 8. Januar 1981 in Tokio) war ein Karatekämpfer. Er war direkter Nachfolger – sowie der erste Schüler – von Funakoshi Gichin, zudem Gründer des Shōtōkai ryū.

## Lebenslauf
Shigeru Egami trainierte als junger Mensch Jūdō, bis er bei Meister Funakoshi 1932 Karate zu studieren begann. Seit seiner Kindheit war Egami ein schwächliches Kind, wurde jedoch durch das harte und strenge Karatetraining ein sehr kräftiger junger Mann. Er war sehr stolz auf seine körperlichen Fähigkeiten und bekam so schnell den Ruf, dass er arrogant sei. Er arbeitete in vielen Berufen, aber in keinem war er wirklich lange tätig. Sein Lebensinhalt war schon zu diesem Zeitpunkt das Karatetraining, womit er sehr viel Zeit verbrachte. Nach dem Tod von Funakoshi Yoshitaka wurde er Übungsleiter und zu dieser Zeit einer der wichtigsten Männer des Shōtōkan ryū. Da er keinerlei Abweichung von den philosophischen Grundsätzen duldete, spaltete sich recht schnell der Stil und Nakayama Masatoshi und Hidetaka Nishiyama riefen die heutige JKA ins Leben, um sich von Egami zu entfernen. Egami wurde kurze Zeit später krank und musste sich mehrfach am Magen operieren lassen. 1955 entwickelte er seinen eigenen Karatestil, das Shōtōkai ryū. Kurz vor seinem Tod schrieb er sein Buch „The Heart of Karate-Do“. Meister Egami starb im Jahre 1981 an Pneumonie.

## Stil
Der Stil Shōtōkai ryū ist ein weicher Stil, der jedoch durch sein hartes Training sehr körperbetont ist.

## Veröffentlichungen
- Egami, Shigeru: The Heart of Karate-Do. Kōdansha International, Tōkyō, New York 2000, ISBN 4-7700-2477-0 (englisch, Volltext in der Google-Buchsuche – Auch unter dem Buchtitel "The Way of Karate." veröffentlicht. – WorldCat).